# Reiseziel Mond
Reiseziel Mond (französischer Originaltitel: Objectif Lune) ist das sechzehnte Tim-und-Struppi-Album des belgischen Zeichners Hergé. Die Geschichte, die zusammen mit der Fortsetzung Schritte auf dem Mond von der Mondreise von Tim, Struppi, Kapitän Haddock und Professor Bienlein erzählt, erschien erstmals 1953, vier Jahre vor dem Start von Sputnik 1 und 16 Jahre, bevor Neil Armstrong tatsächlich als erster Mensch den Mond betrat. Ins Deutsche übersetzt wurde der Band von Ilse Strasmann.

## Handlung
Nach der Rückkehr aus dem Nahen Osten (siehe Im Reiche des Schwarzen Goldes) stellen Tim und Kapitän Haddock fest, dass Professor Bienlein abgereist ist. Ein Telegramm von ihm bittet sie, ihm nach Syldavien zu folgen, ohne Gründe zu nennen. Sie reisen sofort ab. Am Zielort werden sie abgeholt und in einem Wagen quer durch das Land gefahren bis zu einem offenbar geheimen Forschungsstützpunkt.
Dort erwartet sie Professor Bienlein, der ihnen erklärt, dass sie sich in der atomaren Forschungseinrichtung von Sbrodj befinden, deren Weltraumabteilung er leitet. Das anfängliche Gelächter von Haddock, als Bienlein ihnen eröffnet, dass er plane, eine Mondrakete zu bauen, schlägt augenblicklich in Entsetzen um, nachdem er auch noch erwähnt, dass Haddock und Tim als Teilnehmer dieser Mondreise vorgesehen sind. Per „Zufall“ ist der Professor immer dann taub, wenn er etwas nicht hören will, zum Beispiel die sehr wortreiche Absage des Kapitäns. In diesem Band verwendet er sonst fast durchgehend ein Hörrohr, womit es nur selten zu den sonst üblichen Missverständnissen kommt.
Am nächsten Tag zeigt ihnen Frank Wolff, der Ingenieur an der Seite von Bienlein, die verschiedenen Einrichtungen des Atomforschungszentrums. Sie besichtigen den Kernreaktor und schließlich auch die X-FLR 6, die Experimentalrakete, mit der der neu entwickelte Atomantrieb von Bienlein getestet werden soll.
Bald fällt auf, dass offenbar Anschläge auf die Forschungseinrichtung geplant sind und auch durchgeführt werden, allerdings mit geringer Auswirkung. Fallschirmspringer dringen in den Komplex ein und stehlen die Pläne für die Experimentalrakete. Beim Versuch, die Spione zu entlarven, wird Tim niedergeschossen.
Die beiden Schultzes, die ebenfalls in der Forschungsstation auftauchen, stellen sich wie üblich sehr tollpatschig an. So erschrecken sie sich beinahe zu Tode, als ein Skelett angeblich zum Leben erwacht – dem Leser wird schnell deutlich, dass nur ein Röntgenschirm im Spiel ist. Die Schultzes verhaften jedoch kurzum das Skelett aus dem Arbeitsraum eines Arztes.
Schließlich ist die Experimentalrakete startbereit. Der Start gelingt problemlos. Das neu entwickelte Triebwerk zündet einwandfrei und die Rakete umkreist den Mond einmal, um Bilder von der Rückseite des Mondes zu machen, die zuvor noch kein Mensch je gesehen hatte. Als die Rakete aus dem Funkschatten des Mondes auftaucht, gelingt jedoch die Übernahme der Steuerung nicht mehr, da sie aufgrund der gestohlenen Pläne von der feindlichen Macht (deren Hintermänner noch nicht bekannt sind) nun ferngesteuert wird. Tim hatte jedoch mit so etwas gerechnet und dem Professor den Tipp gegeben, kurzfristig einen Sprengsatz zur Selbstzerstörung einzubauen. So wird nun die Rakete gesprengt, damit sie den Gegnern nicht in die Hände fällt. Allerdings sind damit auch die Bilder der Mondrückseite verloren.
Trotz des Rückschlages beginnen nun die Arbeiten an der bemannten Mondrakete. Auch die neuen Raumanzüge werden getestet. Als nach einem etwas missglückten Versuch der Kapitän wieder einmal ausrastet und den Professor als Hampelmann bezeichnet, verliert dieser seinerseits die Contenance und durchbricht sämtliche Sicherheitskontrollen, um Haddock seine Arbeit zu zeigen. Beim Anblick der fast fertigen Rakete bleibt jetzt dem Kapitän die Sprache weg. Ein Zwischenfall ereignet sich noch, als der Professor Tim und dem Kapitän das Innere der Rakete zeigt. Obwohl er sie immer wieder darauf hinweist, dass sie auf die Bodenluken achten sollen, fällt er am Ende selbst hinein und verliert dabei sein Gedächtnis.
Jede Anstrengung, den Professor wieder aus seiner wie hypnotischen Abwesenheit zurückzuholen, scheitern zunächst, trotz mehrerer urkomischer Versuche des Kapitäns. Erst als er per Zufall erneut die gleiche Beleidigung ausspricht wie zuvor, wacht er auf. Die restlichen Vorbereitungen laufen planmäßig, bis auf erneute Misstöne des Kapitäns, als er erfährt, dass Trinken und Rauchen an Bord verboten sein sollen.
Der große Tag ist gekommen. Alles ist für den Start bereit. Tim, Struppi, der Kapitän, Professor Bienlein und Wolff betreten die Rakete und legen sich auf ihre Pritschen. Der Countdown wird gestartet und die Rakete hebt tatsächlich wie geplant ab. Die Beschleunigung ist so enorm, dass alle an Bord das Bewusstsein verlieren. Oder sind sie tot? Der Band endet damit, dass die Bodenstation wiederholt Aufrufe an die Rakete absetzt, ohne jedoch eine Antwort zu erhalten.
Die Geschichte wird in Schritte auf dem Mond fortgesetzt.

## Geschichtlicher Hintergrund
Das Album erschien 1953, vier Jahre vor dem Start von Sputnik 1, dem ersten künstlichen Satelliten, und sogar sechzehn Jahre vor Apollo 11, dem ersten erfolgreichen Flug zum Mond. Hergé hat also gewissermaßen die Geschichte vorweggenommen und dabei viele Details bereits korrekt wiedergegeben. Das Album wurde auch stark vom Film Endstation Mond von Robert A. Heinlein aus dem Jahre 1950 beeinflusst. Es ist allerdings nicht das erste Werk von Hergé, das sich mit der Astronomie befasst. Bereits vorher hatte er eine Episode von Jo, Jette et Jocko diesem Thema gewidmet. Hergé lässt seine Leser am Ende des Bandes genauso über das Schicksal seiner Mondreisenden im Unklaren wie fast 90 Jahre zuvor Jules Verne in Von der Erde zum Mond. Bereits während der Originalausgabe im Tintin musste Hergé seine Leser volle 18 Monate über die weitere Geschichte im Unklaren lassen, da er an Überlastung litt und Abstand von seiner Arbeit gewinnen musste. Diese psychischen Probleme bewogen ihn dazu, Helfer zu engagieren, da er die große Bedeutung, die Tim inzwischen erlangt hatte, nicht mehr allein meistern konnte – zuvor hatte er immer darauf bestanden, alleine für „seinen“ Helden verantwortlich sein zu wollen. Zu Hergés wichtigstem Mitarbeiter wurde Bob De Moor.
Mit der Gründung des „Studios Hergé“ und der Aufstockung der Mitarbeiter, insbesondere auch im Verlag, wurde nun für Tim und seine Freunde auch Merchandising in zunehmendem Umfang betrieben.
Der Ingenieur Wolff erwähnt, dass die optischen Instrumente für die Mondmission von den Benaer Werken stammen, eine Anspielung auf Carl Zeiss in Jena.
Bienleins Interesse an einer Mondlandung entstand, nachdem der Trabant ihm half, sich vor den Inkas zu retten. Um auf Fantastisches zu verzichten, wurden zwei Spezialisten angefragt: Bernard Heuvelmans und Alexandre Ananoff (verfasste Die Astronautik). Auch Willy Leys Im Inneren der Mondfähre wurde verwendet, z. B. in der Szene, in der Haddocks Whisky sich zu einer Kugel formt.

## Details

### Anpassungen
Nach dem Vorabdruck der Geschichte im Journal de Tintin wurden noch kleine Änderungen vorgenommen, bevor es die heute übliche Form erhalten hat. Dabei wurden z. B. einige Gags mit dem Kapitän noch verbessert.

### Die Rakete

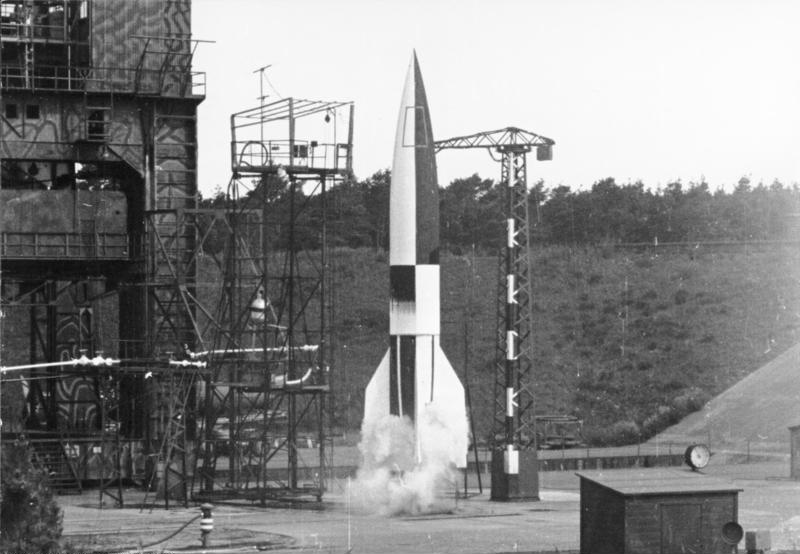
V2-Rakete beim Start

Die von Bienlein konstruierte Experimentalrakete „XFLR-6“ wurde direkt durch die während des Zweiten Weltkriegs bekannt gewordene V2-Rakete inspiriert. Diese Rakete beeinflusste in der Nachkriegszeit sehr viele Projekte. Als auffälligste Abweichung vom Vorbild zeichnet Hergé nur drei Finnen anstelle von vier.
Die technischen Hintergründe zu seiner Geschichte erhielt Hergé von Wernher von Braun und Hermann Oberth, die bereits vor dem Krieg eine Rakete zum Mond schießen wollten. Oberth hatte sein Wissen schon vorher für ähnliche Projekte zur Verfügung gestellt, so etwa als technischer Berater von Frau im Mond 1929. Unter den von ihm eingebrachten Vorstellungen befand sich etwa das „Umkehrmanöver“ (in Schritte auf dem Mond) und die Erzeugung einer künstlichen Schwerkraft an Bord durch kontinuierliche Beschleunigung.
Einige der Vorstellungen von Hergé erwiesen sich auch erst sehr viel später als wahr, so etwa die Existenz von Eis auf dem Mond.

### Die Forschungsanstalt
Die Umgebung der Forschungsanstalt von Sbrodj erinnert stark an das amerikanische Oak Ridge National Laboratory, wo während des Manhattan-Projekt in den 40er-Jahren Uran angereichert wurde.

### Die Flugkontrollrechner
Die Flugkontrollrechner zeigen eine sehr große Ähnlichkeit mit IBM-Großrechnern jener Zeit, namentlich dem IBM 604 von 1948.

## Adaptionen
Das Album wurde in beiden bisher veröffentlichten Zeichentrickserien verwendet, jeweils zusammen mit dem Nachfolger. Die Version von 1959 wies dabei deutliche Unterschiede von der Vorlage auf, so fliegt Struppi mit einer unbemannten Rakete versehentlich zum Mond.